# Death’s Design
Death’s Design – czwarty album studyjny Diabolical Masquerade. Wydany został 2 marca 2001 roku przez AvantGarde Music.
Death’s Design w swej koncepcji jest soundtrackiem do horroru, będącego jednak tylko wymysłem "Blakkheima".

## Lista utworów
1. 1st Movement - Nerves in Rush - 00:06
2. Death Ascends - The Hunt (Part I) – 00:16
3. You Can't Hide Forever - 00:24
4. Right on Time for Murder - The Hunt (Part II) – 01:31
5. 2nd Movement - Conscious in no Materia - 00:40
6. A Different Plane - 00:21
7. Invisible to Us - 00:41
8. The One Who Hides a Face Inside - 01:09
9. 3rd Movement - ... And Don't Ever Listen to What it Says - 00:57
10. Revelation of the Puzzle - 00:57
11. Human Prophecy - 00:20
12. Where the Suffering Leads - 00:19
13. 4th Movement - The Remains of Galactic Expulsions - 00:12
14. With Panic in the Heart - 00:22
15. Out from the Dark - 00:46
16. Still Coming at You - 00:29
17. Out from a Deeper Dark - 00:28
18. 5th Movement - Spinning Back the Clocks - 01:42
19. 6th Movement - Soaring Over Dead Rooms - 02:19
20. 7th Movement - The Enemy is the Earth - 00:35
21. Recall - 00:14
22. All Exits Blocked - 00:35
23. The Memory is Weak - 00:11
24. Struck at Random / Outermost Fear - 00:20
25. Sparks of Childhood Coming Back - 00:27
26. 8th Movement - Old People’s Voodoo Seance - 01:25
27. Mary-Lee Goes Crazy - 00:32
28. Something Has Arrived - 00:15
29. Possession of the Voodoo Party - 00:46
30. 9th Movement - Not of Flesh, Not of Blood - 00:50
31. Intact with a Human Psyche - 01:02
32. Keeping Faith - 01:07
33. 10th Movement - Someone Knows What Scares You - 00:30
34. A Bad Case of Nerves - 00:50
35. The Inverted Dream / No Sleep in Peace - 00:16
36. Information - 00:17
37. Setting the Course - 00:52
38. 11th Movement - Ghost Inhabitants - 00:50
39. Fleeing from Town - 01:02
40. Overlooked Parts - 00:50
41. 12th Movement - A New Spark - Victory Theme (Part I) – 00:49
42. Hope - Victory Theme (Part II) – 01:01
43. Family Portraits - Victory Theme (Part III) – 00:36
44. 13th Movement - Smokes Start to Churn - 00:08
45. Hesitant Behaviour - 01:35
46. A Hurricane of Rotten Air - 00:19
47. 14th Movement - Mastering the Clock - 00:55
48. 15th Movement - They Come, You Go - 02:11
49. 16th Movement - Haared El Chamon - 00:20
50. The Egyptian Resort - 00:35
51. The Pyramid - 00:24
52. Frenzy Moods and Other Oddities - 01:10
53. 17th Movement - Still Part of the Design - The Hunt (Part III) – 00:18
54. Definite Departure - 00:37
55. 18th Movement - Returning to Haared El Chamon - 00:45
56. Life Eater - 00:32
57. The Pulze - 00:27
58. The Defiled Feeds - 00:36
59. 19th Movement - The River in Space - 00:56
60. A Soulflight Back to Life - 01:18
61. 20th Movement - Instant Rebirth - Alternate Ending - 00:06

## Muzycy

### Skład
- Anders Nyström "Blakkheim" – gitara, gitara basowa, śpiew
- Dan Swanö – instrumenty klawiszowe
- Sean C. Bates – perkusja

### Występy gościnne
- The Maalten Quartet (Estonia)